# Dicranomyia (Dicranomyia) helmsi
Dicranomyia (Dicranomyia) helmsi is een tweevleugelige uit de familie steltmuggen (Limoniidae). De soort komt voor in het Australaziatisch gebied.